# Fürstenportal am Bamberger Dom

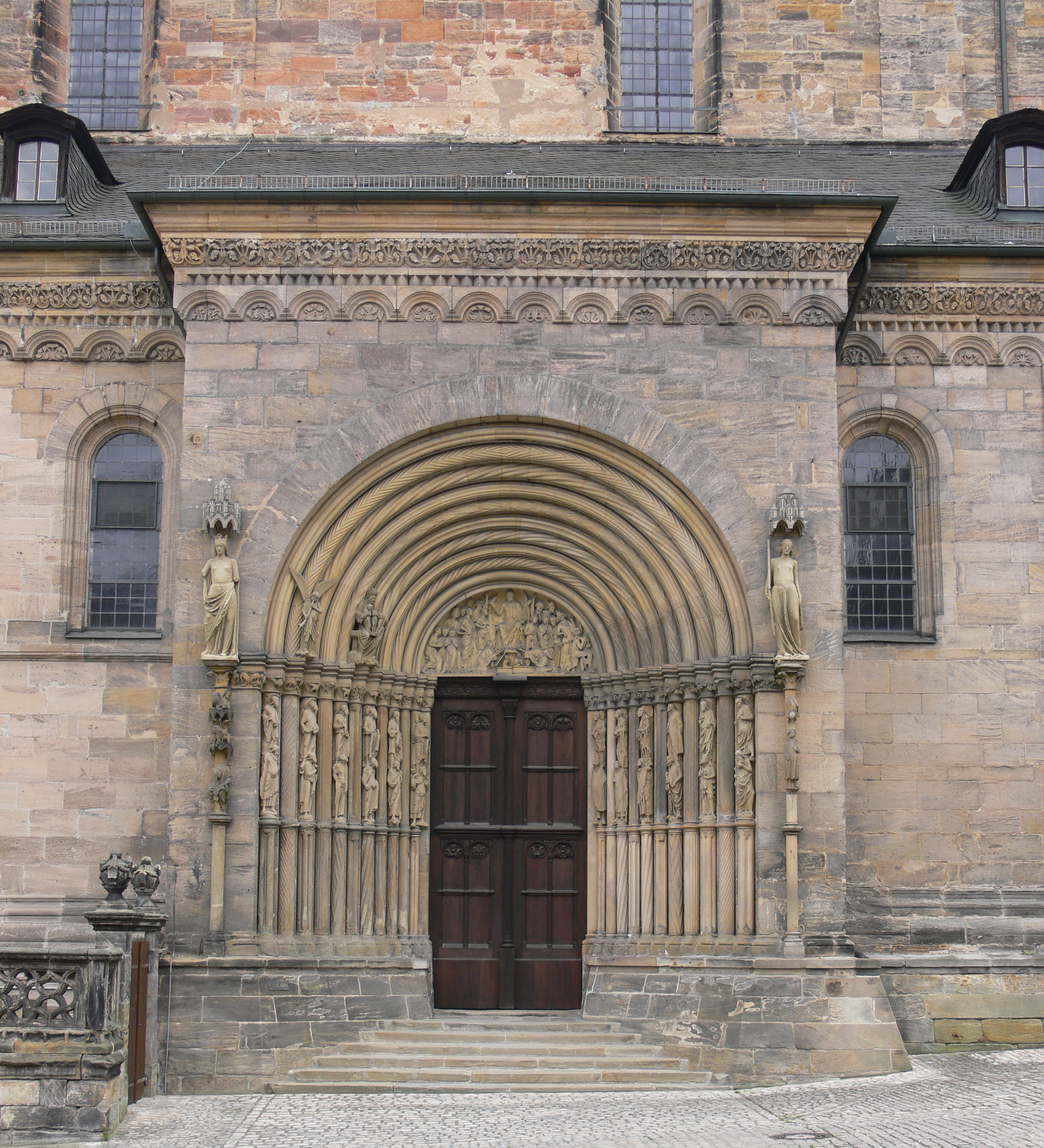
Das Fürstenportal an der nördlichen Langhausseite

Das Fürstenportal am Bamberger Dom ist neben der Adamspforte, der Gnaden- oder Marienpforte und der Veitstüre eines der vier Hauptportale des Bamberger Doms St. Peter und St. Georg. Der dekorreiche Eingang ist in einem Vorbau am nördlichen Seitenschiff gelegen und stammt aus dem 13. Jahrhundert.

## Baugeschichte
Über die genaue Herstellungszeit des Fürstenportals wird in der Forschungsliteratur diskutiert, gemutmaßt wird allerdings, dass sich die Entstehung um 1230 datieren lässt. Diese Erkenntnis stützt sich auf die gesamte Baugeschichte des neugebauten Doms, die den Vorbau zweifelsfrei als stützende Mauer für das Portal an der nördlichen Seitenschiffwand identifiziert.
Wer den Eingang erschaffen hat, ist bislang nicht bekannt und geht aus bisherigen Fundstücken auch nicht eindeutig hervor. Allerdings wird davon ausgegangen, dass es sich um zwei Werkstätten gehandelt haben muss, deren Künstler an der Verzierung des Portals beteiligt gewesen sein müssen. In der Forschung wird dabei zwischen einer jüngeren und einer älteren Bildhauerschule unterschieden:

„Der älteren Bamberger Werkstatt entstammen der plastische Schmuck der Gnadenpforte und die Chorschrankenreliefs, die Figur des Adam an der Adamspforte und Teile des Fürstenportals. Letzteres haben die jüngeren Bildhauer vollendet, sodass beide Stilrichtungen nebeneinander vertreten sind.“

Nach gegenwärtigem Forschungsstand kann davon ausgegangen werden, dass die ältere Werkstatt die Figurenpaare des linken Gewändes und die drei inneren des rechten Gewändes schuf. Die restliche Gestaltung des Fürstenportals wird der jüngeren Werkstatt zugeordnet.
Das Fürstenportal wurde Anfang der 1990er Jahre bauforscherisch untersucht. Manfred Schuller konnte dabei nachweisen, dass es samt den zugehörigen Figuren im Baufortschritt des gesamten Dombaus eingebunden war und somit nicht aus einer nachmaligen Öffnung hervorging. Zu seinem heutigen Namen kam das Portal durch seine Funktion. Die Benutzung war den hohen Geistlichen vorbehalten, deren Amt als Bischöfe sie zu weltlichen Herrn, also Fürsten, machte. Die Überlieferung des Namens geht auf das 18. Jahrhundert zurück und sichert somit nicht, ob und welchen Namen das Portal zur Erbauungszeit trug.
Das Fürstenportal wird heute nur noch für besondere Prozessionen geöffnet.

## Baubeschreibung
Das Fürstenportal befindet sich an der nördlichen Langhausseite in einem risalitartigen Vorbau, deren Zugang durch eine Freitreppe gewährt wird. Der Bau folgt dem Typ des Säulen-Stufenportals, für das der massive Vorbau notwendig gewesen ist. Durch diese trichterartige Bauart, gepaart mit seinem Dekor, wirkt das rundbogige Portal, das von Skulpturen geschmückt ist, großzügiger. Die Betrachtung des Portals folgt dem Erzählstrang von links nach rechts, der die Betrachter dazu zwingt, zwischen Heil (links) und Verdammnis (rechts) zu entscheiden.
Das Bildprogramm dieses Zyklus wird durch das Figurenpaar von Ecclesia und Synagoge, der dekorreichen Säulen und der Weltgerichtsdarstellung des Tympanons wiedergegeben.
Die Originale des Fürstenportals sind witterungsbedingt nicht mehr angebracht, an ihrer Stelle stehen Kopien.

### Tympanon

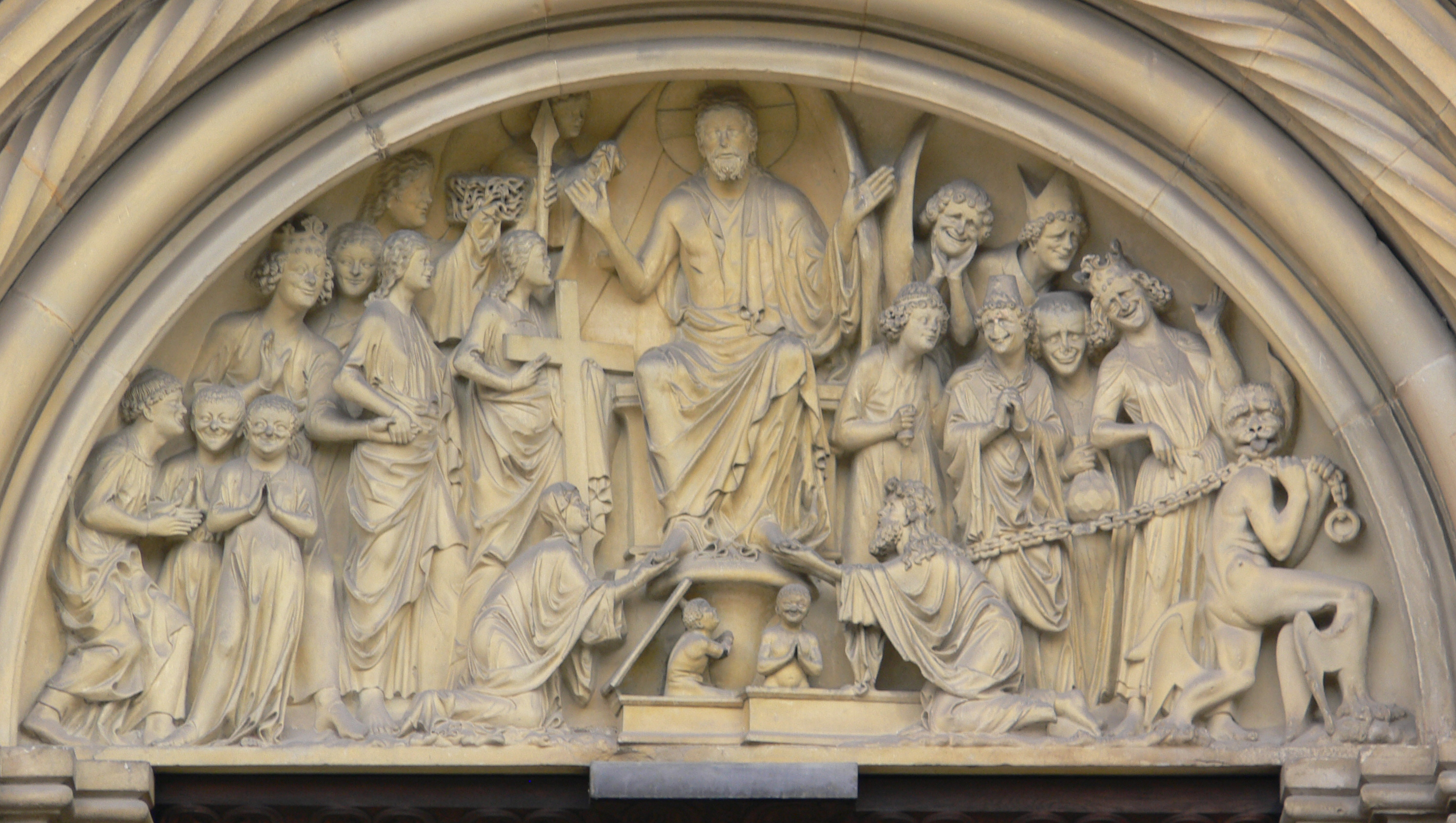
Weltgerichtsdarstellung des Tympanons

Das Tympanon des Fürstenportals ist oberhalb des Türsturzes angebracht. Es zeigt die Weltgerichtsdarstellung mit Jesus Christus als Richter mit ausgestreckten Händen, der zentral auf einem Thron sitzt. Neben ihm knien Maria und Johannes der Täufer, die zu ihm aufblicken und seine Füße festhalten. Mittig der beiden steigen, als Darstellung der Auferstehung, zwei Tote aus ihren Särgen. Vom Betrachter aus links von Jesus Christus gesehen befinden sich die Seligen, die Jesus Christus zugewandt erscheinen. Drei Engel halten die Leidenswerkzeuge Kreuz, Lanze und Dornenkrone in ihren Händen. Zwei weitere Engel führen einen König heran. Am unteren linken Rand befinden sich drei Figuren die ihre Hände zum Gebet gefaltet haben. Auf der rechten Seite des Richters Christus sind die Verdammten abgebildet. Im Gegensatz zu der Gruppe der Seligen sind die Gesichter der sechs Figuren hier bizarr und fratzenhaft abgebildet. Unter ihnen befinden sich ebenfalls ein König, ein Papst, ein Bischof und ein Geizhals, der seinen Geldbeutel fest umfasst. Eine Kette hält die Verdammten zusammen und wird von einem nackten Teufel festgehalten, der die Gruppe wegzerrt.

### Ecclesia und Synagoge

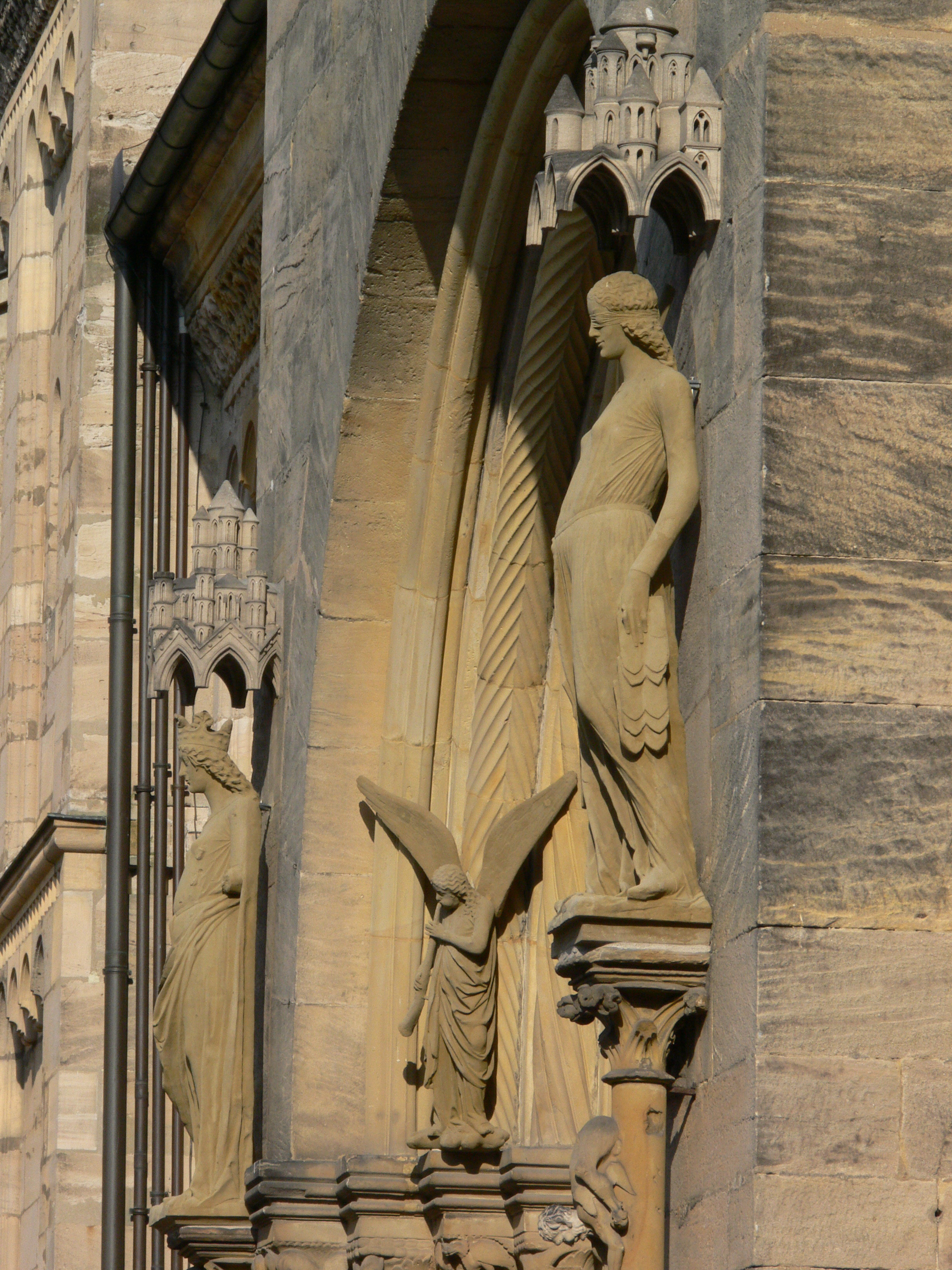
Das Fürstenportal mit Ecclesia (links), Synagoge (rechts) und dem Trompetenengel im Bogenfeld

Bei der Darstellung von Ecclesia und Synagoge handelt es sich um die Personifikationen des Alten Bundes (Synagoge für das Judentum) und des Neuen Bundes (Ecclesia für die Kirche). Seit dem hohen Mittelalter stehen sich die als Frauen dargestellten Figuren gegenüber, so auch am Fürstenportal des Bamberger Doms.
Die Ecclesia steht aufrecht und triumphierend unter einem Baldachin auf der Seite der Seligen. Als Attribute trägt sie auf dem Kopf eine Krone, als Zeichen des Sieges über den Alten Bund sowie ursprünglich in der rechten Hand einen Kelch (für den Opfertod) und in der linken Hand einen Kreuzstab (für die Auferstehung Christi). Die Hände und somit auch Kelch und Kreuzstab sind verloren gegangen.
Auf der Seite der Verdammten ist die Figur der Synagoge, ebenfalls unter einem Baldachin, angebracht. Gekennzeichnet ist sie mit einer Augenbinde (als Blindheit vor der Erkennung des Messias Jesus Christus), einen zerbrochenen Stab in der rechten Hand und ihr entgleitenden Gesetzestafeln von Mose in der linken Hand.

### Säulen

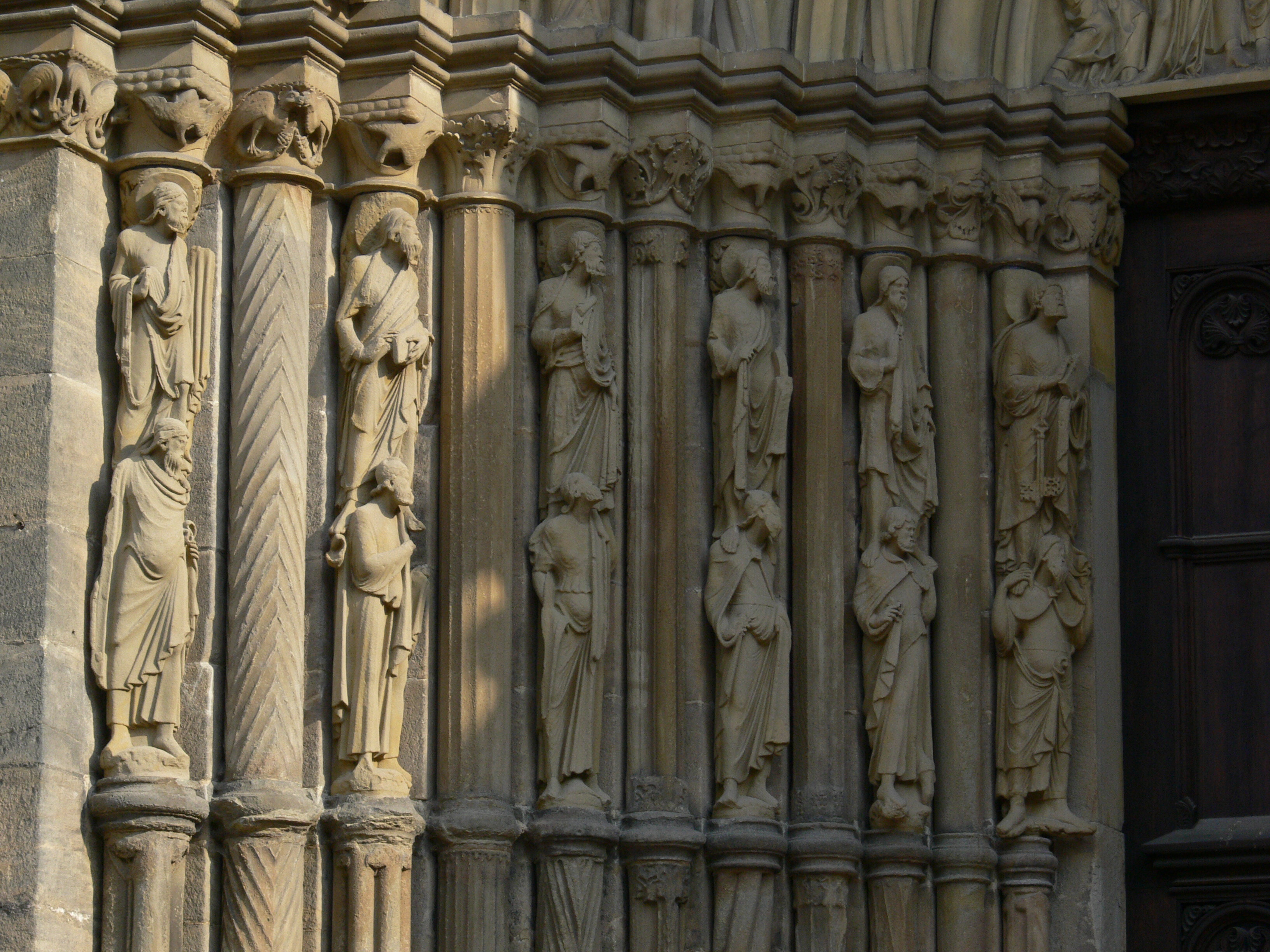
Die Propheten mit den Aposteln auf den Schultern im linken Gewände

Sowohl auf der linken als auch auf der rechten Seite der Eingangstür befinden sich insgesamt elf Säulen und bilden mit ihrer rundbogigen Ausformung das Säulen-Stufenportal. Die Schäfte der Säulen sind nicht einheitlich geschmückt, sondern als glatte, kannelierte oder gedrehte Säule gestaltet und durch einen Schaftring auf halber Höhe geteilt. Jeweils sechs der Säulen sind ab Höhe des Schaftringes im Wechsel als Halbsäulen errichtet. Bevor die Säulen in die Archivolte übergehen, werden sie mit Kapitellen abgeschlossen. Der Dekor der Kapitelle richtet sich nach ihrem Typ: Während die der Halbsäulen mit einer Taube verziert sind, sind die restlichen mit Ornamentik geschmückt. Im Gewände der Halbsäulen thronen die zwölf kleinen Propheten (Zwölfprophetenbuch). Auf ihren Schultern tragen sie die Jünger Jesu, die zwölf Apostel: Petrus, Andreas, Jakobus d. Ä., Johannes, Philippus, Bartholomäus, Thomas, Jakobus d. J., Simon Zelotes, Judas Thaddäus, Judas Ischarioth. Im Bogenfeld, rechts des Tympanons gelegen, befinden sich zwei weitere Skulpturen: Abraham (Abrahams Schoß), in dessen Schoß sich fünf Selige befinden und der Posaunenengel.

## Ikonographie
Das Bildprogramm des Fürstenportals ist eine Erzählung, die mit der Figur der Ecclesia beginnt und mit der Figur der Synagoga endet. Der Allegorie folgend beginnt die Bildreihe mit dem Leben und endet mit dem Tod. Darüber hinaus ist deutlich erkennbar, in welcher Position sich die Kirche selbst repräsentierte. Zwischen Leben und Tod ist an zentraler Stelle das Jüngste Gericht, das die Betrachtenden mahnt den rechten Weg zu gehen. Neben der Gegenüberstellung von Ecclesia und Synagoga, sind auch die bauplastischen Skulpturen der Säulen Bestandteil der Erzählung:

„Auch erweitert das Portalprogramm der Propheten samt den auf ihren Schultern stehenden Aposteln eher den Gedanken der Stufenfolge. Die Hierarchie bringt zugleich Abfolge und Fortschritt der drei Zeitalter der Heilsgeschichte zum Ausdruck: Altes Testament, Neues Testament und die Neue Zeit nach dem Letzten Gericht.“

## Einfluss
Die Arbeiten der jüngeren Werkstatt unterliegen in der Forschung dem stetigen Vergleich mit der Ausstattung der Kathedrale von Reims. Da die Bauzeit sich auf etwa dieselbe wie die des Bamberger Doms datieren lässt, ist die Annahme, dass die jüngeren Bildhauer aus Reims kamen, gerechtfertigt. Darüber hinaus zeichnen sich die Werke der jüngeren Werkstatt durch den Einfluss der französischen Gotik aus. Besonders das Fürstenportal macht den Übergang der älteren Werkstatt zur jüngeren deutlich:

„Bekanntlich ist von der sog. jüngeren Bildhauerwerkstatt des Bamberger Doms ein Skulpturenzyklus geschaffen worden, der den an der Kathedrale von Reims gerade erst entwickelten Stil der französischen hochgotischen Plastik unmittelbar rezipierte und in gleich hoher Qualität umsetzte.“